# Université d'ADA
L’Université d'ADA  (en azerbaïdjanais: ADA Universiteti) est une université créée en mars 2006 sous la tutelle du Ministère des affaires étrangères de l'Azerbaïdjan. Par décret du président, ADA a été transformée en université en 2014. À l'origine, l'Académie diplomatique azerbaïdjanaise avait pour objectif principal de former des spécialistes à la carrière diplomatique dans les affaires étrangères azerbaïdjanaises. Toutefois, ses programmes se sont élargis et son nom a été changé en Université d’ADA. Son recteur fondateur est l'ambassadeur Hafiz Pachayev, vice-ministre des Affaires étrangères de l'Azerbaïdjan et ancien ambassadeur de l'Azerbaïdjan aux États-Unis. Son actuel campus dédié a ouvert ses portes en septembre 2012.

## Écoles et programmes
- Depuis 2006, ADA a étendu le nombre de ses programmes et est devenue une université à part entière avec quatre écoles :  
  - École des affaires publiques et internationales (les relations internationales ; les affaires publiques ; diplomatie et affaires internationales ; l'administration publique ; droit)
  - École de commerce (l'administration des affaires ; l'économie)
  - École d'éducation (la gestion de l'éducation)
  - École des technologies de l'information et de l'ingénierie (l’informatique ; les technologies de l'information)

## Aide financière

### Emploi étudiant
Les étudiants ont des opportunités d'emploi à temps partiel en ADA. Ces opportunités sont annoncées en interne en fonction des besoins des départements et du budget disponible. Les étudiants sont également admissibles à un poste d'assistant de recherche. Les candidats retenus sont censés aider un membre du corps professoral de l'ADA dans un projet de recherche. L'Université d’ADA finance un nombre limité d'opportunités pour un programme travail-études pour les étudiants qui rencontrent des difficultés financières avec leurs études.

## Vie étudiante
- Clubs étudiants
- Club d'algorithmique d’ADA
- Club de plein air
- Club des arts et de la créativité
- Club de lecture
- Club de charité
- Club de théâtre
- Club Européen d'Azerbaïdjan
- Club gris
- Club d'Oikos
- Club politique
- Club d'étude
- Club national

## Prix d’Hadji Zeynalabdin Taghiyev
La cérémonie de remise des prix d’Hadji Zeynalabdin Taghiyev a lieu chaque année au mois de mai à l'Université d’ADA. Les prix sont décernés aux trois meilleures équipes d'étudiants en mettant l'accent sur la responsabilité sociale. Le prix promeut des valeurs telles que l'engagement civique et la responsabilité sociale.

## Étudiants internationaux
L'Université d’ADA est représentée par des étudiants et des professeurs étrangers de plus de 40 pays, dont des pays d'Asie, d'Europe, des Amériques et d'Afrique. Les étudiants internationaux ont les Journées internationales par pays, dites Journées du profil de pays, où ils représentent leur pays auprès de la population locale et d'autres étudiants internationaux. L'Université d’ADA organise chaque année un festival international où les membres de la communauté internationale se réunissent pour un grand salon étudiant.